# Editto sopra gli ebrei
L'Editto sopra gli Ebrei è una bolla papale firmata da papa Pio VI, come uno dei primi atti legislativi del suo pontificato, il 15 febbraio 1775. Nella pratica non contiene nessuna disposizione originale, ma riassume e compendia tutte le disposizioni riguardanti i rapporti tra i cristiani e gli ebrei che abitavano nello Stato pontificio redatte nei due secoli precedenti, a partire dalla bolla Cum nimis absurdum emessa da papa Paolo IV nel 1555.
Attraverso questa bolla il papa ribadì molte delle norme riguardanti la regolazione degli spostamenti e della residenza degli ebrei, il ghetto, gli scambi commerciali tra ebrei e cristiani e l'obbligo, da parte degli ebrei, di rendersi riconoscibili.

## Contesto

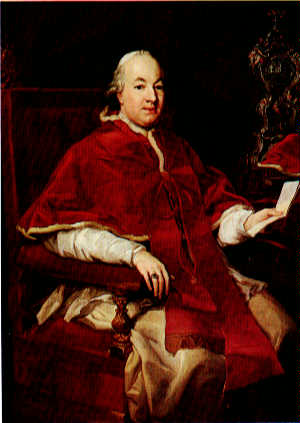
Papa Pio VI

Alla redazione della bolla lavorarono diverse commissioni pontificie fin dal terzo decennio del XVIII secolo.
Secondo lo storico tedesco Thomas Brechenmacher la bolla segna la fine di un dualismo durato 250 anni. Nel corso dei precedenti due secoli e mezzo, infatti, le disposizioni legislative emanate dalla Santa Sede nei confronti della popolazione ebraica residente nello Stato pontificio avevano sempre tenuto conto di due necessità. In primo luogo il papato si sentiva in dovere di difendere i cristiani dall'influenza degli ebrei. In secondo luogo, tuttavia, i papi sentirono anche la necessità di difendere gli ebrei, considerati "i fratelli maggiori nella fede" dall'influenza dei cristiani; atteggiamento questo che si ritrova, ad esempio, nelle encicliche di papa Benedetto XIV. Con l'Editto sopra gli Ebrei del 1775, tuttavia, il punto centrale ritorna semplicemente la salvaguardia della fede cristiana dall'influenza spirituale e fisica degli ebrei, eliminando del tutto la tensione che aveva caratterizzato l'atteggiamento della Santa Sede fino a quel momento. La bolla quindi esplicita una lunga serie di limitazioni a cui gli israeliti residenti nello Stato della Chiesa avrebbero dovuto sottostare affinché una troppo stretta vicinanza tra ebrei e cristiani non potesse minare la fede di questi ultimi portandoli all'abbandono del cristianesimo stesso.

## Contenuto
Il preambolo, che consta di sette paragrafi, è dedicato integralmente alle disposizioni in merito al possesso e al commercio, da parte degli ebrei, dei cosiddetti "libri proibiti":
(Papa Pio VI, Editto sopra gli ebrei, paragrafo I)
Il nono e il decimo paragrafo proibiscono agli ebrei di esercitare "fattucchierie, incantesimi, augurii o sortilegi" e agli argentieri cristiani di fabbricare i candelabri a sette braccia o altri amuleti interpretati come metodi per preservarli contro l'infestazione delle streghe.   
I successivi due paragrafi, invece, sono incentrati sui riti funebri e di inumazione che, per nessuna ragione, devono essere pubblici e aperti ai cristiani.
Uno dei punti centrali dell'Editto è la regolamentazione dei rapporti tra gli ebrei e i loro correligionari che volevano convertirsi al cristianesimo (i cosiddetti "catecumeni") o che erano stati da poco battezzati (i "neofiti"), tema che l'Editto affronta in ben 6 paragrafi.
(Papa Pio VI, Editto sopra gli ebrei, paragrafo XVIII)
Il paragrafo successivo riprende e rende esecutivo l'obbligo, promulgato già da Paolo IV nella bolla Cum nimis absurdum ma, in realtà, caduto in disuso, della riconoscibilità degli ebrei, i quali, dopo la promulgazione dell'Editto, dovettero portare addosso un segno di riconoscimento di colore giallo.
(Papa Pio VI, Editto sopra gli ebrei, paragrafo XVIII)
La parte più corposa del testo, ossia i paragrafi dal 22 al 34, regolamenta i rapporti tra ebrei e cristiani. Tra ebrei e cristiani non poteva esserci compravendita di generi alimentari. Si ribadisce la proibizione, per gli ebrei, di avere qualsiasi contatto con catecumeni e neofiti. Gli ebrei non potevano assumere domestici cristiani. Era proibita, inoltre, la frequentazione tra ebrei e cristiani, comprese conversazioni e gioco d'azzardo e persino l'uso delle stesse carrozze.
I paragrafi successivi regolano le libertà di abitazione e di movimento dei sudditi ebrei dello Stato Pontificio. Tra le altre cose, costringevano gli ebrei ad ascoltare i sermoni cristiani e prevedevano sanzioni per le violazioni. I poteri di vigilanza e di esecuzione delle pene erano conferiti al tribunale dell'Inquisizione.